# Kritsuga
Kritsuga (Ajuga genevensis) är en växtart i familjen Kransblommiga växter.